# Paul Mauriat
Paul Mauriat (* 4. März 1925 in Marseille; † 3. November 2006 in Perpignan) war ein französischer Orchesterleiter und Komponist.

## Karriere
Den Grundstein seiner Karriere legte er mit 17 Jahren durch die Gründung eines eigenen Orchesters in Paris, mit dem er während des Zweiten Weltkriegs innerhalb Frankreichs spielte. 1950 begann er, mit Charles Aznavour Platten aufzunehmen und zu touren. Seine Musik ist im klassischen Bigband-Sound gehalten und eher der „leichten Musik“ zuzuschreiben. Sein bekanntestes Stück ist der Nummer-eins-Hit in den USA 1968 L’amour est bleu (Love Is Blue), komponiert von André Popp für Vicky Leandros, die diesen Titel mit dem Text von Pierre Cour beim Eurovision Song Contest 1967 in Wien für Luxemburg präsentiert hatte.
Unter dem Pseudonym Del Roma schrieb er 1962/1963 zusammen mit Franck Pourcel den Hit Chariot für Petula Clark. 1965 entdeckte er in einem Club in Paris die Sängerin Annie Philippe. 
1985 veröffentlichte Mauriat unter dem Titel "Classics in the air" 3 Alben, in denen er Klassik-Highlights wie Bachs d-Moll-Toccata und Mozarts 40. Symphonie in modernen, Popmusik-orientierten Arrangements interpretierte.
1998 beendete Mauriat im japanischen Osaka seine Karriere. Sein Orchester reist und spielt weiter auf der ganzen Welt. Im Zeichen des Easy-Listening-Revivals der 1990er Jahre erlebte Mauriats Werk einen zweiten Höhepunkt.

## Diskografie (Auswahl)
Alben
- 1967: Blooming Hits
- 1968: More Mauriat
- 1968: Mauriat Magic
- 1968: Prevailing Airs
- 1969: Doing My Thing
- 1969: The Soul of Paul Mauriat
- 1969: L.O.V.E.
- 1970: Gone Is Love
- 1971: El Condor Pasa
- 1985: Classics in the air
- 1985: Classics in the air 2
- 1985: Classics in the air 3

## Auszeichnungen für Musikverkäufe
| Goldene Schallplatte - Kanada - 1978: für das Album Love Is Blue |

Anmerkung: Auszeichnungen in Ländern aus den Charttabellen bzw. Chartboxen sind in ebendiesen zu finden.
| Land/RegionAuszeichnungen für Musikverkäufe (Land/Region, Auszeichnungen, Verkäufe, Quellen) | Gold     | Platin | Verkäufe  | Quellen         |
| -------------------------------------------------------------------------------------------- | -------- | ------ | --------- | --------------- |
| Kanada (MC)                                                                                  | Gold1    | —      | 50.000    | musiccanada.com |
| Vereinigte Staaten (RIAA)                                                                    | 2× Gold2 | —      | 1.500.000 | riaa.com        |
| Insgesamt                                                                                    | 3× Gold3 | —      |           |                 |